# Otto Rohwedder
Otto Rohwedder, född 3 december 1909 i Hamburg, död 20 juni 1969, var en tysk fotbollsspelare som spelade som anfallare för laget Eimsbütteler TV. Han gjorde sammanlagt fem landskamper för Tysklands fotbollslandslag under åren 1934-1937. Rohwedder gjorde under dessa sammanlagt två mål.
På grund av värnplikten under andra världskriget spelade Rohwedder endast under en mindre del av klubbmatcherna under denna tid. Han avslutade sin klubbkarriär 1946 och gjorde därefter karriär som affärsman.